# Kostka (teoria grafów)

3-kostka

Kostka, k-kostka – w teorii grafów, graf, którego wierzchołki odpowiadają ciągom binarnym długości {\displaystyle k} i którego krawędzie łączą ciągi różniące się dokładnie jednym wyrazem. Oznaczany symbolem {\displaystyle Q_{k}}.
Graf {\displaystyle Q_{k}} jest regularny stopnia {\displaystyle k,} ma {\displaystyle 2^{k}} wierzchołków i {\displaystyle k\cdot 2^{k-1}} krawędzi.
W niektórych superkomputerach topologia połączeń między procesorami przyjmuje postać {\displaystyle k}-kostki.

## Własności
Każda kostka jest grafem dwudzielnym, czyli takim, którego liczba chromatyczna to 2. Poprawne kolorowanie kostki dwoma kolorami można otrzymać, kolorując wierzchołki, których ciągi zawierają parzystą liczbę jedynek, jednym kolorem, a pozostałe wierzchołki drugim kolorem.
Graf {\displaystyle Q_{k}} jest k-spójny wierzchołkowo. Oznacza to, że aby przestał być spójny, trzeba z niego usunąć co najmniej {\displaystyle k} wierzchołków. Podobnie {\displaystyle Q_{k}} jest {\displaystyle k}-spójny krawędziowo, czyli po usunięciu dowolnego podzbioru co najwyżej {\displaystyle k-1} krawędzi pozostanie spójny.
K-kostka jest grafem hamiltonowskim dla {\displaystyle k\geq 2}. Cyklowi Hamiltona w {\displaystyle Q_{k}} odpowiada kod Graya dla {\displaystyle k}-bitowych ciągów binarnych.
K-kostka ma dokładnie
|  |  | {\displaystyle T(Q_{k})=2^{-k}\prod _{i=1}^{k}(2i)^{\binom {k}{i}}=2^{2^{k}-k-1}\prod _{i=2}^{k}i^{\binom {k}{i}}} |

drzew rozpinających.

## Planarność i liczba przecięć
K-kostki są planarne jedynie dla {\displaystyle k\leqslant 3.} Dla {\displaystyle k>3} graf {\displaystyle Q_{k}} jest genusu
|  |  | {\displaystyle \gamma (Q_{k})=(k-4)2^{k-3}+1}. |

Liczba przecięć grafu {\displaystyle Q_{4},} rozumiana jako najmniejsza możliwa liczba par krawędzi, które muszą się przeciąć, gdy narysujemy ten graf na płaszczyźnie, jest równa 8. O liczbie przecięć {\displaystyle \operatorname {cr} (Q_{5})} wiadomo, że jest nie większa niż 56. 
W 1973 roku Paul Erdős i Richard Guy postawili hipotezę, że
|  |  | {\displaystyle \operatorname {cr} (Q_{k})={\frac {5\cdot 4^{k}}{32}}-\left\lfloor {\frac {k^{2}+1}{2}}\right\rfloor 2^{k-2}.} |

Hipoteza ta jest jednak fałszywa, ponieważ znaleziono płaskie rysunki {\displaystyle Q_{7}} o mniej niż 1760 przecięciach.
W 1991 roku Tom Madej wykazał następujące górne ograniczenie liczby przecięć grafu {\displaystyle Q_{k}}:
|  |  | {\displaystyle \operatorname {cr} (Q_{k})\leqslant {\frac {4^{k}}{6}}-k^{2}\cdot 2^{k-3}-3\cdot 2^{k-4}+{\frac {(-2)^{k}}{48}}}. |

Z kolei w 1993 roku liczbę tę ograniczono z dołu:
|  |  | {\displaystyle \operatorname {cr} (Q_{k})>{\frac {4^{k}}{20}}-(k+1)2^{k-2}}. |